# Ɨ̄
Cette page contient des caractères spéciaux ou non latins. S’ils s’affichent mal (▯, ?, etc.), consultez la page d’aide Unicode.
Ɨ̄, ou I barré macron, est un graphème utilisé dans l’écriture de certaines langues camerounaises dont le bangolan, le kenyang et le pinyin. Il s’agit de la lettre I barré diacritée d'un macron.

## Utilisation
En langues camerounaises suivant l’Alphabet général des langues camerounaises, « ɨ̄ » représente une voyelle fermée centrale non arrondie /ɨ/ avec un ton moyen. Il ne s’agit d’une lettre à part entière, et elle placée avec le I barré sans accent ou avec un autre accent dans l’ordre alphabétique.

## Représentations informatiques
Le I barré macron peut être représenté avec les caractères Unicode suivants, :
- décomposé (latin étendu B, Alphabet phonétique international, diacritiques) :

| formes    | représentations | chaînes de caractères | points de code | descriptions                                       |
| --------- | --------------- | --------------------- | -------------- | -------------------------------------------------- |
| capitale  | Ɨ̄               | Ɨ◌̄                    | U+0197 U+0304  | lettre majuscule latine i barré diacritique macron |
| minuscule | ɨ̄               | ɨ◌̄                    | U+0268 U+0304  | lettre minuscule latine i barré diacritique macron |